# Битка код Енофите
Битка код Енофите вођена је 457. године п. н. е. између Атине и Беотијског савеза. Део је Првог пелопонеског рата, а завршена је победом Атине.

## Увод
Вишегодишње супарништво Спарте и Атине ескалирало је у отворени оружани сукоб 457. п. н. е. Прва битка вођена је код Танагре. Победу односе Спартанци, али су, због великих губитака, били приморани да се повуку на Пелопонез. Атинска моћ брзо је обновљена захваљујући вђству Миронида. Атињани су започели борбу против лаконофилских градова у Беотији.

## Битка
Битка се одиграла код места Енофите. Победу је однела атинска армија. Зидови Танагре су порушени, а Атињани су опустошили Фокиду и Локриду. Беотијски градови, сви сем Тебе, приморани су на признавање атинске хегемоније, а Атина је отклонила опасност од напада непријатеља са копна. То јој је омогућило да исте године порази Егину и доврши изградњу Дугих бедема. Атинска доминација над Беотијом потрајала је до 447. п. н. е. када је њега армија поражена у бици код Коронеје.